# Тюрк (мифология)
Тюрк (Турк, Тюрок) — легендарный прародитель тюрков, являющийся, согласно некоторым источникам, сыном библейского Иафета, внуком Ноя.
Несмотря на отсутствие упоминания в Библии Тюрка (Турка) среди сыновей Иафета (яфетидов), упоминания о тюрках как о потомках Иафета встречаются ещё в ранних мусульманских этногенеалогиях. В сочинении «Родословное древо тюрков» Абульгази (XVII век) Тюрок является одним из восьми сыновей Иафета, которого отец оставил на своё место и приказал остальным сыновьям признать Тюрка государем и повиноваться ему. Согласно преданию, одним из потомков Тюрка является Огуз-хан, прародитель огузских племён.

## Упоминания в источниках

### В Средние века
Ещё в первых мусульманских этногенеалогиях, появившихся в арабских сочинениях VIII века, тюрки, наряду со славянами и народами Йаджудж и Маджудж назывались насельниками Иафетовой части мира. Так, Ат-Табари (IX—X вв.) среди потомков Иафета называл ат-турка, упоминая его и в другом фрагменте со ссылкой на Ибн Исхака (VIII век). Аль-Масуди в X веке писал про живших «под Козерогом», то есть на севере, потомков Иафета, среди которых был ат-турк. В анонимном сочинении «Мухтасар ал-аджаиб» X века к потомкам Иафета в числе прочих относился ат-турк. В анонимном персидском труде «Муджмал ат-таварих» XII века тюрки также упоминаются среди потомков Йафета, при этом персонифицируются некоторые родоначальники, среди которых есть и Турк. Ат-турка среди потомков Иафета упоминает и Саид ибн-ал-Батрик (X век). Согласно российскому историку Татьяне Калининой, уверенное причисление тюрок к яфетидам, по всей вероятности, являлось результатом умозаключений самих арабских авторов.
В так называемой «Книге Иосиппон», произведении, составленной в X веке в Италии, у библейского Тогармы (внука Иафета) было 10 сыновей, один из которых был Турк, под которыми, согласно «Истории татар с древнейших времен», имелись в виду кавары, отколовшаяся от хазар и примкнувшая венграм тюркская группа.

### В Новое время
Абульгази в XVII веке в своём труде «Родословное древо тюрков» пишет, что после потопа у Ноя осталось в живых три сына, Хам, Сим и Иафет, и три невестки. Иафет согласно велению отца поселился на берегах реки Волги и Яика.
У Иафета появилось восемь сыновей: Тюрок, Хазар, Саклаб, Русь, Минг, Чин, Кеймари и Тарих.
- В переводе В. К. Тредиаковского имена детей Иафиса названы как: «1. Турк, 2. Харс, 3. Саклап, 4. Русс, 5. Манинакк, 6. Чвин, 7. Камари, 8. Гарих»[9].
- В переводе Саблукова имена детей Иафета названы как: «Тюрк, Хазар, Саклаб, Рус, Минг, Чин, Кеймари, Тарих»[10].

На своё место Иафет, согласно Абульгази, оставил Тюрка и приказал остальным сыновьям признать Тюрка государем и повиноваться ему. Согласно киргизскому историку Анварбеку Мокееву, в сочинении Абульгази образы мифических прародителей тюркских народов Тюрка и Огуз-хана были вплетены в единую генеалогическую цепочку вместе, а через их образы происхождение киргизов впервые было связано с Иафетом.
Азербайджанский учёный XIX века Аббас-Кули-ага Бакиханов в своём сочинении «Гюлистан-и Ирам» пишет про Тюрка, сына Иафета:
Тюрк, старший сын и наследник отца, был царем правосудным и человеколюбивым. По его имени все племена рода Иафета называются тюрками. После смерти отца он избрал в Туркестане для своего жительства место, изобилующее горячими и холодными родниками. Вначале он строил шалаши из камыша и травы, а потом шатры из звериной кожи. Место это называется Сулук, а в Зафар-наме — Сулугай 3. По Карамзину и другим историкам, тюрки, жившие на берегах Иртыша и Яика, были могущественны и предпринимали набеги на Китай и Персию»
Согласно русскому исследователю Григорию Грумм-Гржимайло, Иафетова сына Тюрка считают праотцом племен, которые населяли земли от Каспийского моря до Корейского залива. В седьмом колене Тюрка родились два близнеца: Татар и Монгол. Согласно Абульгази, отец Татара и Монгола Или-хан разделил Туркестан на две части. Восточную часть отдал Татару, а западную — Монголу. В третьем колене Монгола появился на свет Огуз-хан, сын Кара-хана, первый завоеватель Средней Азии.